# Płoki
Płoki – wieś w Polsce położona w województwie małopolskim, w powiecie chrzanowskim, w gminie Trzebinia o statusie sołectwa.
W latach 1975–1998 miejscowość administracyjnie należała do województwa katowickiego.

## Części wsi
| SIMC    | Nazwa          | Rodzaj    |
| ------- | -------------- | --------- |
| 0223177 | Na Stawach     | część wsi |
| 0223183 | Pod Kasztanami | część wsi |
| 0223190 | Skotnica       | część wsi |

## Historia

### Od XIII do XVIII wieku
Płoki istnieją już od XIII w. W dokumencie Władysława, księcia oświęcimskiego, wystawionym przed 1324 r. dla miasta Oświęcimia wzmiankowany jest Tyło z Płok, właściciel folwarku przed tym miastem. Nie jest to jedyna wiadomość o Płokach z tego czasu. W  1326 r. w rachunku świętopietrza potwierdzone jest istnienie parafii w Płokach, należącej do dekanatu sławkowskiego, a oszacowanej na 6 grzywien. Wspomniany jest tam również jej pleban Jakub. W średniowieczu Płoki przynależały do ziemi krakowskiej, natomiast pod względem administracyjnym i sądowniczym wchodziły w skład kasztelanii krakowskiej. Przynależność Płok do Mikołaja z Balic potwierdzona jest w latach 1383–1402. Wtedy też doszło do podziału dóbr między Mikołajem a jego starszymi synami Henrykiem i Janem, w wyniku którego Mikołaj utrzymał się w posiadaniu Czyżówki, Płok, Lgoty i Karniowic. Po śmierci Mikołaja ok. 1411 r. wsie te przeszły w ręce jego młodszych synów Andrzeja i Mikołaja, co poświadczają zapiski sądowe z lat 1419, 1421 i 1429. Płoki zakupił od Mikołaja ok. 1441 r. za 600 grzywien jego brat Jan. Jeszcze w latach 1463–1469 pisali się w nich Paweł, Jan i Absalon z Babie. W 1469 r. Absalon z Babie odstąpił Płoki Janowi Burkartowi herbu Topór. Tenże Burkart trzymał część wsi tylko w zastawie za 196 grzywien od Jana Kosookiego z Kosocic herbu Rawa dziedzica Płok w latach 1476–1482, którą sam podzastawił w 1478 r. Andrzejowi z Tęczyna kasztelanowi sądeckiemu za tę samą sumę. Z kolei dziedzic drugiej części Płok Jan Kosocki w latach 1479–1480 wydzierżawił tę dziedzinę na 12 lat kilku mieszczanom krakowskim, ale jeszcze w 1480 r. zastawił ją za 150 grzywien rajcy olkuskiemu Tomaszowi Spyrce, po czym wziął od niego tę wieś w dzierżawę. Płoki pozostawały w posiadaniu Jana Kosockiego, następnie jego syna Mikołaja (1488) i drugiego syna Jana (1493), ale suma, za którą wieś zastawiono Spyrce dalej pozostawała nie spłacona, w związku z czym starosta krakowski Piotr Kurowski w 1493 r. wwiązał rajców olkuskich w tę część Płok, a ci ustąpili z tego zastawu w 1495 r. na rzecz sióstr Anny, żony Marcina Kraski mieszczanina z Chrzanowa i Katarzyny. Drugą część Płok należącą do Andrzeja z Tęczyna, posiadał w 1495 r. Stanisław z Regulic, również herbu Topór, a po nim w 1497 r. jego syn Grzegorz, pleban w Morawicy, wnuk Mikołaj, syn Macieja mieszczanina z Olkusza i córka Magdalena, żona Walentyna, rzeźnika z Kazimierza. W latach 1498–1499 sprzedawali oni kolejno swe dziedziny. Z pierwszej połowy XVI w. znanych jest kilku właścicieli części w Płokach: Stanisław, niegdyś wójt Nowej Góry, który w 1514 r. zapisał swą część bratankowi, Jan Regulski z Regulic i Lgoty, który swą część z 2 kmieciami, karczmą, młynem i sadzawką w Płokach zastawił w 1515 r. za 100 florenów Janowi Kizlinkowi z Bronowic, rajcy krakowskiemu, poświadczony w 1518 r. Podstawowym zajęciem na folwarkach i w gospodarstwach chłopskich było rolnictwo. Uprawiano wszystkie rodzaje zbóż, a więc: żyto, owies, pszenicę i jęczmień oraz proso, grykę i tatarkę. Przerobu ziarna zbóż na mąkę, kaszę i inne produkty spożywcze dokonywano w młynie, który znajdował się w Płokach oraz w Trzebini, Karniowicach, Myślachowicach, Psarach i Młoszowej. Rozpowszechniona była również uprawa chmielu, używanego przy produkcji piwa w przykarczemnych słodowniach. Płoki miały kilka karczm w swoim rejonie. Rozwinięta była hodowla bydła i trzody chlewnej ze względu na bardzo dobre warunki środowiskowe, czyli obfitość łąk, pastwisk i lasów. Również bardzo dobrze rozwinięta była hodowla ryb. Płoki posiadały cztery stawy hodowlane. Dzięki znacznym zasobom leśnym rozwijała się również hodowla leśna pszczół, dostarczająca miodu i wosku. Lasy dostarczały podstawowego materiału budowlanego oraz do wyrobu mebli i narzędzi. Dużą rolę odgrywało w średniowieczu łowiectwo. Zachowana do XVI w. nazwa lasu Turzy Bór w Młoszowej i Karniowicach, świadczy, iż w przeszłości lasy wokół Trzebini i Płok były siedliskiem tura.

### Czasy zaborów
Po trzecim rozbiorze Polski Płoki należały do hrabstwa tęczyńskiego z siedzibą w Morawicy, a od 1826 r. z siedzibą w Krzeszowicach. Płoki od 1850 r. były wsią szlachecką. Na przełomie XVIII i XIX w. ich właścicielem był Jerzy Lewartowski (1787–1835) uczestnik wojen napoleońskich, po 1820 r. ożeniony z Józefą Rathówną – właścicielką Niegoszowic. Od 1820 r. władał nimi krewny żony Lewartowskiego Jan Sylwester Rath, sędzia pokoju obwodu chrzanowskiego oraz jego żona Agnieszka z Fróhlichów. W 1880 r. jako właściciel tabularny wsi Płoki figuruje Adolf Schiitz, który władał tylko częścią dóbr płockich. Prawdopodobnie w 1851 r. zostały one wykupione przez hrabiego Adama Potockiego. (...) W latach 1815–1846 Trzebinia i okolice stanowiły część składową Okręgu Wolnego Miasta Krakowa, tak zwanej Rzeczypospolitej Krakowskiej. Obszar Wolnego Miasta Krakowa i jego Okręgu w rozumieniu politycznym podzielony był na 26 gmin (w tym 17 gmin wiejskich). Płoki należały do XII (XXI) gminy w Młoszowej.

### Okres międzywojenny
W pierwszych latach po I wojnie światowej zaczęły powstawać spółdzielcze organizacje zajmujące się głównie sprowadzaniem towarów i ich sprzedażą. We wrześniu 1919 r. w Płokach zostaje założone Chłopsko-Robotnicze Stowarzyszenie Spożywcze. 22 września 1922 r. Minister Spraw Wewnętrznych wydał Rozporządzenie (Dz.U. 1922 nr 86 poz. 770) w przedmiocie zmiany granic oraz rozwiązywania i tworzenia gmin wiejskich na obszarze byłych zaborów rosyjskiego i austriackiego. W parafii Płoki przez dłuższy czas stosunki z parafianami nie układały się najlepiej. Ks. Antoni Bodurkiewicz był współinicjatorem budowy szkół w Płokach, Psarach, Czyżówce i Lgocie. Po I wojnie światowej doszło jednak do spięcia, gdyż gmina Płoki odmówiła ponoszenia kosztów utrzymania księdza kooperatora. Pismo do zarządów gmin w tej sprawie Starostwo przesłało w maju 1920 r. W maju 1923 r. rady gminne w Czyżówce i Płokach podjęły uchwały odmawiające przeznaczenia środków na ten cel. Rada w Płokach w przesłanym do Starostwa piśmie stwierdziła, że proboszcz „ma dość duży majątek (...)" i może utrzymywać ks. kooperatora. Jak się wydaje prócz wymienionych wyżej powodów odmowy pewną rolę odegrały w narodzinach konfliktu również starcia jakie miał na tle politycznym z parafianami wikary, ks. Józef Komendera. Do nasilenia konfliktu doszło po śmierci ks. Antoniego Bodurkiewicza, kiedy to parafianie nie chcieli dopuścić do objęcia probostwa przez ks. W. Wojdyłę, żądając pozostawienia administrującego ks. Karola Jakubca.
Zmiana dokonała się w 1927 r., kiedy to nowy Komitet Kościelny podjął uchwałę o restauracji kościoła i plebanii kosztem 12 000 zł. Remont rozpoczęto w 1928 r. W 1938 r. rozpoczęto budowę dzwonnicy i sprowadzono nowe dzwony, które 8 września poświęcił bp Stanisław Rospond.  

### Po 1945
Niemcy zostali wyparci z ziemi chrzanowskiej przez wojska I Frontu Ukraińskiego w ciągu sześciodniowych walk (19–24 stycznia 1945 r.).
Po II wojnie światowej wracają granice z lat 30. XX w. Płoki wchodzą w skład gromady myślachowickiej razem z Czyżówką, Lgotą, Myślachowicami (bez przysiółka) i Gajem.
W nocy z 11 na 12 maja 1946 r. bojówka komunistyczna zamordowała ks. Michała Rapacza, który w latach 1937 – 1946 r. był proboszczem parafii w Płokach.
W 1951 r. zostaje ukończona budowa nowego kościoła w Płokach.
1 lutego 1977 r. Płoki zostały włączone do gminy Trzebinia.
We wrześniu 1982 r. nastąpił akt koronacji obrazu Matki Bożej Płoskiej koronami papieskimi przez kardynała Franciszka Macharskiego.

## Zabytki
Obiekt wpisany do rejestru zabytków nieruchomych województwa małopolskiego.
- Budynek dawnej huty żelaza z 1870 roku.

## Galeria zdjęć

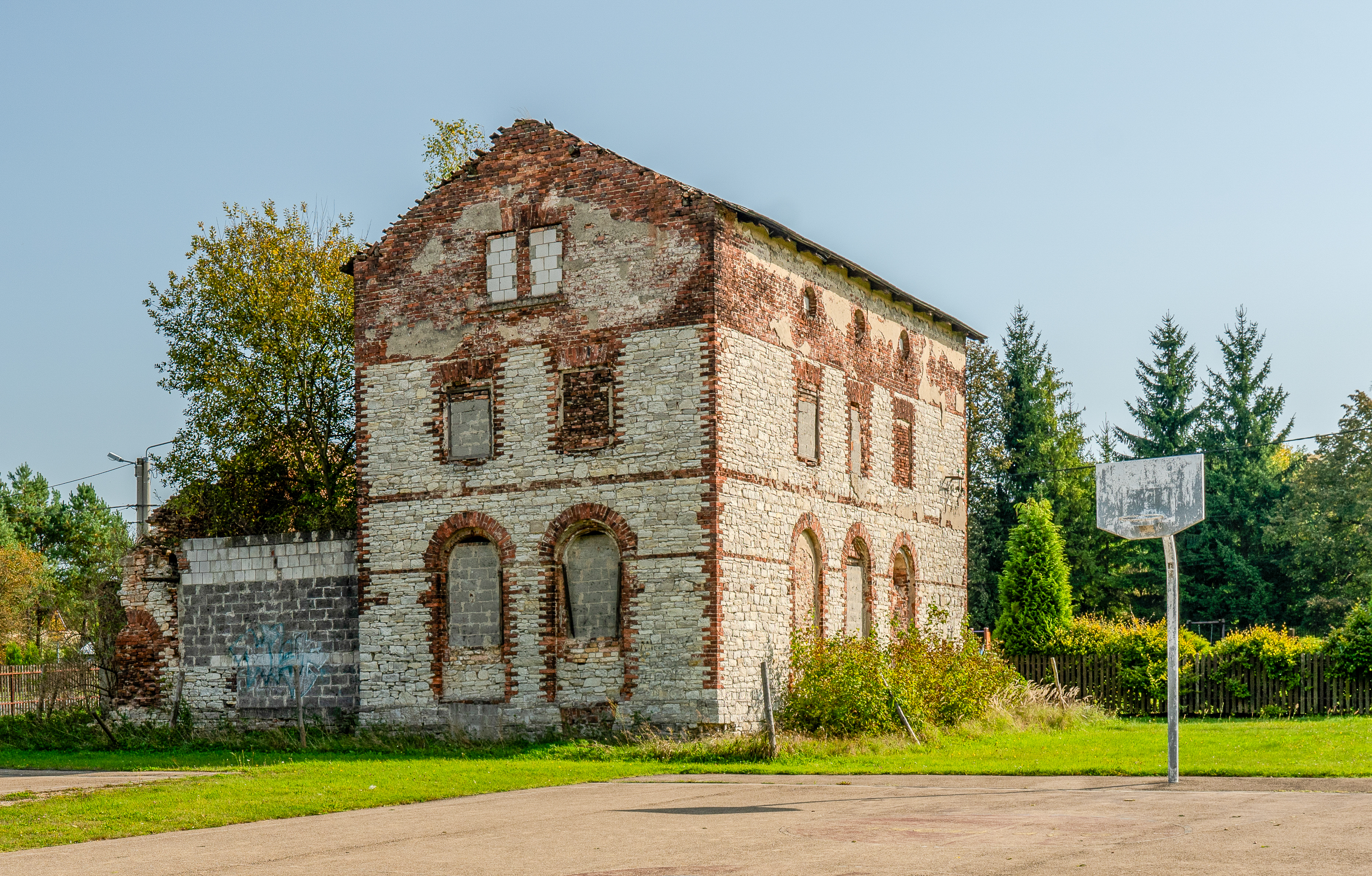
Budynek dawnej huty żelaza
Sanktuarium Matki Bożej w Płokach